# Cratere Qat
Qat è un cratere sulla superficie di Rea.